# Bhavarahalli, Bangarapet
Bhavarahalli là một làng thuộc tehsil Bangarapet, huyện Kolar, bang Karnataka, Ấn Độ.